# Tržačka Platnica
Tržačka Platnica är ett samhälle i Bosnien och Hercegovina.   Det ligger i entiteten Federationen Bosnien och Hercegovina, i den nordvästra delen av landet, 240 km nordväst om huvudstaden Sarajevo. Tržačka Platnica ligger 312 meter över havet och antalet invånare är 710.
Terrängen runt Tržačka Platnica är platt åt sydväst, men åt nordost är den kuperad. Runt Tržačka Platnica är det ganska tätbefolkat, med 93 invånare per kvadratkilometer.. Närmaste större samhälle är Cazin, 12,2 km sydost om Tržačka Platnica. 
Omgivningarna runt Tržačka Platnica är en mosaik av jordbruksmark och naturlig växtlighet.